# Crurotarsal
Uma junta crurotarsal é aquela que está situado entre os ossos da crus (tíbia e fíbula) e os ossos do tarso proximal, (astrágalo e calcâneo).

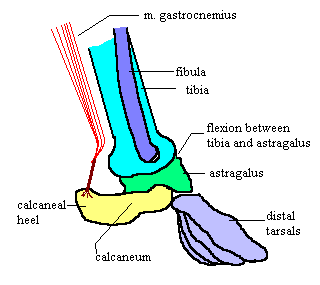
Forma do tornozelo crurotarsal de Theria. Adaptado com permissão de [https://web.archive.org/web/20100911212001/http://www.palaeos.com/Vertebrates/Units/430Mammalia/430.500.html#Theria Palaeos

A articulação do tornozelo dos mamíferos Theria (marsupiais e placentários) é uma articulação crurotarsal, com a articulação do tornozelo entre a tíbia e o astrágalo com o calcâneo que não tem contato com a tíbia, mas forma um salto para poder anexar os músculos.

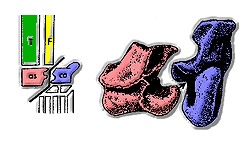
Forma do tornozelo crurotarsal de crocodilo. Adaptado com permissão de [https://web.archive.org/web/20050405074210/http://palaeos.com/Vertebrates/Units/270Archosauromorpha/270.500.html Palaeos

Os Crurotarsi, um grupo de Archosauriformes Diapsidas (incluindo crocodilos vivos e seus parentes extintos) recebe este nome pelo conjunto especializado de crurotarsal nos esqueletos dos membros deste grupo, localizado entre a sua fíbula e calcâneo, com um côndilo hemicilindrical no calcâneo articulado contra a fíbula. Esta articulação está presente nos esqueletos de suchias (incluindo crocodilos) e phytossauros, e é citado como caracteristica destes dois grupos em um clado com a exclusão dos arcossauros Avemetatarsalia (aves e seus parentes extintos). No entanto, de acordo com um estudo publicado em 2011, suchias estão mais próximos dos Avemetatarsalia do que dos phytossauros; no entanto não há informações suficientes para saber se a articulação crurotarsal evoluíu de forma independente nos suchias e nos phytossauros, ou se já estava presente no esqueleto de seu ancestral comum mais recente (e perdidos nos Avemetatarsalia).
A articulação do tornozelo dos pseudosuchias (incluindo crocodilos) e phytossauros, passando entre o astrágalo e calcâneo, também é chamado de conjunto crurotarsal na literatura. Nos esqueletos dos phytossauros e na maioria dos pseudosuchias esta articulação em torno do pino no astrágalo, que se encaixa em um soquete no calcâneo (o tarso de "crocodilo normal"), apenas nos esqueletos dos pseudosuchias ornithosuchidaes uma estaca no calcâneo se encaixa como em uma tomada nos astrágalos (o tarso de "crocodilo revertida"). Estritamente falando, isso não é um conjuto de tornozelo crurotarsal no sentido discutido anteriormente, como é situado entre os dois ossos do tarso proximal. Enquanto calcâneo não é fixo à fíbula, o astrágalo é fixado à tíbia por uma sutura e, na prática funciona como uma extensão da crus.